# Шелонский, Николай Николаевич
Никола́й Никола́евич Шело́нский — русский писатель и журналист конца XIX — начала XX века.

## Биография
Жил в Москве. Работал учителем, затем занялся литературной деятельностью. Сотрудничал с газетами «Русский листок», «Московские ведомости», «Приазовский край» и другими изданиями.
Согласно архивным данным, являлся секретным агентом департамента полиции.

## Литературное творчество

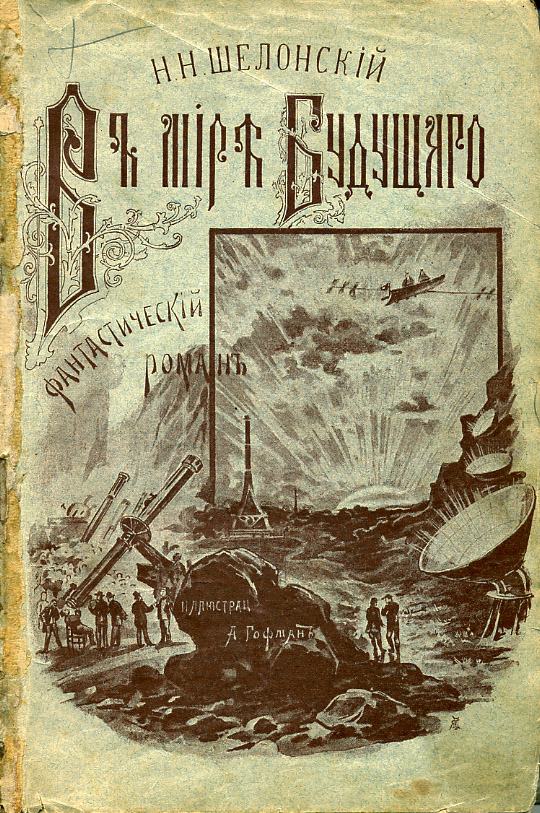
Обложка первого издания романа «В мире будущего».

Выступал под псевдонимами Горемыкин (с Д. Д. Орловым), Змей, Зубовский, Леон не Аэр, Н. Ш.
Автор фантастического романа «В мире будущего» (1892), который занимает заметное место в истории российской фантастики. Роман начинается со встречи четырех ученых (Маркович, Яблонский, Чеботарев и Леверрье) в районе индийского Бомбея, где они обнаруживают послание индийского мудреца Дараайена. Овладев знаниями, ученые строят в Москве воздушный корабль «Марс», способный развивать скорость до 600 верст в час и высоты в 88 верст. Судно летит на север в Арктическую область. На северном полюсе Маркович под троекратное ура поднимает русский флаг. Затем действие романа происходит через 1000 лет после написания, в конце XXIX века. Россия в союзе с Францией, принявшей православие, предстает как бесспорный мировой лидер благодаря строгому следованию евангельским предписаниям, нравственному самоусовершенствованию её граждан, их резко антибуржуазной морали. Парадоксальным образом тяготение автора к патриархальным отношениям сочетается в книге со смелыми научно-техническим прогнозами: победа над гравитацией, телевидение («телефот»), нетканые ткани, фотопечать, тоннель под Ла-Маншем, плазма и многое другое.
Героем другого фантастического романа «Братья Святого Креста» (1893; другое название «Крестоносцы») является некий Корнелиус Фан дер Вальк, который ещё в Древнем Египте приняв эликсир долголетия, участвует во многих исторических событиях, например, в крестовых походах.
Писал также исторические романы, просветительские брошюры для народно-школьной библиотеки, сказки.

## Публикации
- Шелонский Н. Н. В мире будущего : Фантастический роман в пяти выпусках / Художник А. Э. Гофман. — М.: Тип. И. Д. Сытина и Ко, 1892. — 320 с. — (Ежемесячное приложение к журналу «Вокруг света» № 1-5, январь-май).
- Шелонский Н. Н. Братья Святого Креста / Худ. А. Э. Гофман. — М.: Тип. И. Д. Сытина и Ко, 1893. — 211 с.
- Шелонский Н. Н. За крест и родину : Роман из эпохи борьбы за освобождение Греции : В 3 ч. — М.: И. А. Морозо, 1893. — 232 с.
- Шелонский Н. Н. Император Николай Первый : Черты и анекдоты из его жизни. — М., 1897. — 48 с. — (Народно-школьная библиотека А. Я. Панафидина. Рассказы про былое и настоящее русского царства).
- Шелонский Н. Н. Привольные места русской земли : Великая река Амур и Амурский край. — М., 1897. — 29 с. — (Народно-школьная библиотека А. Я. Панафидина. Русское царство).
- Шелонский Н. Н. Вечер в царской семье 17 июля 1837 года // Московские ведомости. — 1897.
- Шелонский Н. Н. Братья Святого Креста. — изд. 2. — Типография И. Я. Полякова, 1898. — 229 с.
- Шелонский Н. Н. Севастополь в осаде : Роман-хроника. — М.: И. А. Морозов, 1898. — 178 с.
- Шелонский Н. Н. Золотая Сибирь : Что такое золото, где и как его добывают. — М.: А. Я. Панафидин, 1898. — 31 с. — (Народно-школьная библиотека А. Я. Панафидина. Русское царство).
- Шелонский Н. Н. Уральские горы и как они разделяются. — М., 1898. — 32 с. — (Народно-школьная библиотека А. Я. Панафидина).
- Шелонский Н. Н. Повесть о Доулете счастливом и морской царевне. — М.: изд. Рус. худож. тип. Д. Н. Корнатовского, 1903. — 32 с. — (Новые восточные сказки).